# Francuska revolucija
Francuska građanska (buržoaska) revolucija započela je 1789. godine, a trajala do 1795., po nekima i 1799. godine. Najveće je dostignuće toga procesa ukidanje feudalnih odnosa u Francuskoj i u velikom broju ostalih europskih zemalja. Sve prijašnje revolucije imale su drukčije osobine. Riječ je o vrlo radikalnoj revoulciji koja označava početak epohe slobode od feudalnog pritiska i nepravednosti, ukidanja oblikā ovisnosti i osobne neslobode ljudi. 

## Uzroci i pokušaji reformi
Uzroci Francuske revolucije bili su gospodarski (loši životni uvjeti) te ideološki uzroci (prosvjetiteljske ideje). Pri tome je važna bila struktura francuskoga društva:
- Kralj - najviši vladar ispod kojega su bili staleži:

1. stalež – plemstvo
2. stalež – svećenstvo
3. stalež – građanstvo i seljaštvo, 98% stanovništva

Francuska u to doba ima oko 26 milijuna stanovnika, a treći stalež je bio politički obespravljen. Javne i državne službe obavljali su samo plemići i svećenici koji su također bili oslobođeni plaćanja poreza te su dodatno, kao vladajući stalež, od kralja dobivali državne naknade (penzije). To je anomalija, jer je Francuska bila gotovo potpuno jedinstvena po pitanju jezika, a svi su se smatrali podanicima francuskoga kralja.

### 1. i 2. stalež
U 1. staležu postojale su razlike: postojalo je staro plemstvo (plemstvo po rođenju) i upravno plemstvo koje se stvaralo u novom vijeku, plemićke titule dobivale su se za zasluge. Postoje i razlike između višeg i nižeg plemstva. Neki plemići su imali pristup dvoru, a neki nisu. Neki plemići su bili vrlo bogati, a neki siromašni. Pripadnika 2. staleža je bilo oko 400 000 ljudi. Plemstvo nije plaćalo poreze već je kralju služilo svojim vojnim, upravnim, sudskim i drugim uslugama. Svećenstvo je služilo kralju i narodu svojim duhovnim uslugama, ali obavljali su i neke vrste socijalne skrbi, sudske poslove, imali su ulogu u obrazovanju i slično. Porez nisu plaćali, ali su ponekad svojevoljno davali kralju doprinose. Plemstvo i svećenstvo činili su 2% ukupnog stanovništva, a posjedovali su 30% zemlje.

### 3. stalež
U 3. staležu razlike su bile veoma složene, glavnina njih je živjela na selu (sveukupno 90% stanovništva Francuske živi na selu). Pravni status kmetova, njihove obaveze i prava činile su službeni sustav. Kmetstvo na početku revolucije više nije postojalo u klasičnom smislu, osim u nekim pokrajinama, gdje se i dalje ne mogu seliti, sklopiti brak bez dopuštenja feudalca. Ipak, već tada su postojale i osobne slobode, sloboda sklapanja brakova. Obaveze seljaka bile su: plaćanje zakupa nad zemljištem, državnih poreza i obaveze Crkvi, te crkvene desetine. Nisu imali prava na lov.
Građanstvo se još više razlikovalo. Odlučujuću ulogu u stratifikaciji građanstva činio je novac. Postojao je i dio bogate buržoazije. Veliko se bogatstvo nalazilo se i u industriji manufakture, počeci industrijalizacije. Treću grupu čine bankari; od krupnih bankara do sitnih lihvara.
Brojnu grupu činili su radnici – počeci manufakturnog radništva, koje su činili siromašni stanovnici gradova. Taj je stalež bio podijeljen između sebe. Siromašna buržoazija bila je uglavnom za revoluciju. Jedino je taj treći stalež plaćao poreze. Seljak je plaćao šest vrsta poreza, od kojih su najteži bili: "taille" (neposredni porez), "capitation" (vrsta glavarine), "vingtieme" (porez na prihod), crkveni porez, kao i razna davanja gospodaru u obliku novca, rada, plodina. Tako je oko 70 % svojih prihoda seljak morao davati bilo gospodaru zemlje, bilo crkvi ili državi. Uz to, mnogi su seljaci dužni izvršavati radnu obvezu koja se sastojala od teškog rada 30-ak dana godišnje na izgradnji puteva i sličnih javnih radova.

### Kralj
U Francuskoj je postojala još jedna institucija povrh ta 3 staleža, a to je kralj sa svojim dvorom. Dvor i kralj kao institucija su se nalazili pred očima sviju, na udaru, bili su vrlo uočljivi, i već stoljećima su vodili život iznad mogućnosti. 
Luj XV., uveo je balove, vatromet, prijeme, maskenbale, što je dovelo do krize vladavine. To je nastavio i Luj XVI. (1754. – 1793.), koji se našao u velikim poteškoćama, a nije bio vrhunskih vladarskih sposobnosti, te je bio podložan svojoj ženi Mariji Antoaneti. Oženio se za nju još 1770. Tada je imao 15 godina, a ona 14. Dovela je rastrošnost na dvoru do kulminacije, nezadovoljstvo velikoga dijela francuskoga društva, uzrokuje niz afera.

## Ostali uzroci
S izuzetkom brodogradnje i djelomice obrtničke proizvodnje, do revolucije gotovo da ni ne postoji industrija tvorničkog oblika što je bio veliki deficit u usporedbi s Engleskom i Nizozemskom koje su, iako manje, industrijski razvijenije. S druge strane Francuska ima najbrojniju upravu u Europi - oko 40 tisuća ljudi, i ogromnu vojsku koja je dosezala brojku od čak 200 000 ljudi, ne uključujući mornaricu. Kad se financiranju te plaćeničke vojske pridodaju otplate kamate i dugova koji su prouzročeni francuskim čestim sudjelovanjem u ratovima i isplaćivanje mirovina za vojnike, može se reći da je Francuska trošila 70% državnog budžeta na vojsku. 

### Nastojanje oko reforme državne uprave
Kralj je pokušao reformirati državne financije, smanjiti troškove te reorganizirati porezni sustav – u tome mu je pomagao ministar financija Robert Turgot, uvodeći reforme: sloboda trgovine (žitaricama i brašnom) - fiziokratizam, likvidacija cehova i reforme poreza, kojeg uvodi za sva tri staleža. Za reforme su potrebna financijska sredstva. Država treba promijeniti porezni sustav, ali ne da se uvedu novi porezi, nego da se ravnomjernije rasporede na cijelo društvo, uz smanjenje troškova dvora i administracije. 1776. je došlo do slaboga uroda, što je rezultiralo skupim žitaricama i neredima. Turgot je dao ostavku, pa je na njegovo mjesto došao Jacques Necker, koji je bio ministar financija do 1781. Inače bio je i bankar te je uživao veliku popularnost u 3. staležu, iako je bio aristokrat. Necker je pokušavao uravnotežiti prihode i rashode. Nije bio fiziokratist kao i Turgot. Nakon toga je jedan nadbiskup bio ministar financija, do 1788., pa nakon njega je opet bio Necker, no zadovoljstvo nije dugo trajalo. 1788. godina bila je teška, nerodna. Bilo je puno gladi, umiranja, te su nastupile pobune u zimi i proljeću 1788. Sazvani su generalni staleži (predstavnici svih triju staleža), koji su trebali razmotriti kako dalje. Ta institucija generalnih staleža postoji od 14. stoljeća, no nije dugo bila sazivana, od 1614. Godine 1789. vladar saziva te staleže. Trebalo je biti 1200 delegata na zasjedanju. 1. i 2. stalež birao je po 300 predstavnika, a 3. stalež njih 600. Došlo je do borbe za pravo glasa svakog pojedinog predstavnika. Održali su se i izbori za svakoga pojedinog predstavnika, te su se potpisivale žalbe (peka = bilježnica žalbi, važan gospodarski pokazatelj) i zahtijevanja, koja su trebala biti poslana kralju na skupštinu. To je aktiviralo mnoge iz 3. staleža (odvjetnike, novinare, pripadnike građanske inteligencije). To razdoblje prije revolucije se naziva revolucijom odvjetnika. Glavni moto je ravnopravnost sviju pred zakonom – ukidanje staleškoga sustava.
Po Francuskoj su kružile brošure, letci, koji govore o ravnopravnosti, početak doba sloboda je naglašen. Oko 1/3 ljudi je pismeno, u gradovima je veći postotak.

## Generalni staleži i Narodna skupština
Početkom svibnja 1789. započelo je zasjedanje Generalnih staleža. Ministar je održao dvosatni govor. Luj XVI. je bio nezainteresiran za državne poslove. Za vrijeme pada Bastille kralj je bio u lovu. Na početku zasjedanja vodio se mali rat oko toga kako će se glasovati (300 pripadnika svećenstva, 300 pripadnika plemstva i 600 pripadnika 3. staleža).
17. lipnja 1789. po prvi je puta iznesen prijedlog (3. stalež i neki iz svećenstva). Proglasili su Narodnu skupštinu (pravi predstavnici naroda), te boravili u dvorani za loptanje. Kralj je naredio prestanak zasjedanja. 3. je stalež 20. lipnja došao pred salu; zakleli su se da se neće razići dok ne donesu Ustav. Kralj je vjerovao da će Generalni staleži smiriti 3. stalež i odobrio je nove poreze, što je dovelo do propasti, tj. do početka revolucionarnih promjena. Za 1 tjedan kralj je dopustio da skupština i dalje zasjeda – ona je tada promijenila naziv u Ustavotvorna skupština (Konstituanta). Pridružili su joj se i neki predstavnici 2. staleža. Većina njih bila je za ograničenje apsolutizma. Kralj i pristaše su ih željeli onemogućiti, te su doveli nekoliko tisuća vojnika oko Pariza. Kralj je smijenio ministre (Neckara).
Puk je očekivao da će Generalni staleži donijeti promjene. Revolt masa na kralja.
Krajem lipnja su stvorene nove gradske vlasti u Parizu i stvorena je Nacionalna garda – vojna sila koja će zaštititi one koji su za promjenu. Vođa joj je bio markiz De La Fayette, koji sada mijenja ime u građanin Lafayette. 

## Početak revolucije
Dana 14. srpnja 1789. pala je Bastilla (fr. Bastille), zatvor političkih zatvorenika. Nakon pada došlo je do izbijanja fizičkog nasilja. Građani su željeli odlučivati o sudbini i politici. Revolucija se tada počela ostvarivati.
Prvo razdoblje Revolucije bilo je od ljeta 1789. do polovine 1791., pokušaj revolucije zakona. Dogodilo se i nekoliko istovremenih revolucija: 
1. pobuna masa protiv kraljeva apsolutizma (na državnoj razini)
2. municipalna revolucija (gradske vlasti Pariza) – i u provincijskim gradovima
3. seoska revolucija – u provinciji

Vijesti su se brzo širile, skidale se gradske vlasti, a na selu se oformila Velika liga, koja je obuhvaćala seljaštvo, i koje također nije bilo svjesno što se zbiva jer nisu imali sve informacije. Seljaci su bili prestrašeni. Iz straha su se okretali protiv feudalnih gospodara, napadali dvorove, palili arhive.
Padom Bastille došlo je do euforije u Parizu, činilo se da je Revolucija pobijedila.

## Revolucionarne promjene
U kolovozu su donesene dvije reforme, koje su vrijedile za cijelu Francusku:
1. Dana 4. kolovoza je došlo do ukinuća feudalizma - ukidaju se sve obaveze i podavanja od strane feudalaca seljacima, te se ukida desetina i sudovi.
2. Dana 26. kolovoza, Deklaracija o pravima čovjeka i građanina koju donosi Ustavotvorna skupština. U njoj se ističe da se ljudi rađaju i ostaju slobodni i jednaki u pravima. Deklaracija je štitila neotuđiva prava čovjeka, slobodno vlasništvo, sigurnost i otpor protiv tlačenja, ističući da svaki suverenitet počiva u narodu, a ne na kralju. Svi su jednaki pred zakonom. Proglašava slobodu govora i pisanja i jamči nepovredivost prirodnog vlasništva.

Ona u najvećem dijelu teksta utvrđuje postavke prosvjetitelja i američke Deklaracije nezavisnosti.
Zakup koji su plaćali seljaci feudalcu je ostao, ali su se seljaci mogli otkupiti od toga.
Prestala je postojati apsolutna monarhija i feudalni odnosi – otvoren je put prema ravnopravnosti.
Krajem kolovoza plasirala se vijest da kralj priprema vojsku u Versaillesu, i da će udariti na nove vlasti.
Početkom listopada dolazi do pokreta žena prema Versaillesu, a za njima je išla Narodna garda; nema kruha. Kralj je primio žene. Došlo je do prodora mase u odaje. Kralj je pristao prijeći u Pariz, gdje je smješten u dvorac. Nakon toga došlo je do pada autoriteta monarhije i kralja. Kralj je formalno prihvatio odluke skupštine. Ustavotvorna skupština je i dalje zasjedala.
Tijekom 1790. dolazi do pripreme ustava, doneseni su akti – promijenjen je sustav vladanja u Francuskoj. Doneseno je tada preko 3000 zakona. Umjesto dotadašnje promjene na provincije i grofovije (srednjovjekovna podjela), sada se Francuska dijeli na departmane. Uvedena je centralizirana podjela Francuske na 83 departmana (u njima se vlasti biraju). Ukinute su unutrašnje carine, uvođenje jedinstvenog sustava mjera i vaga (vrijedi od 1795.), što je otežavalo trgovinu. Ukinute su plemićke titule, odbačen je staleški sustav, ukinute su cehovske korporacije u gradovima. Francuska je trebala postati jedna jedinstvena zemlja sa snažnom centralnom vlašću.
Pripremanje ustava i deklaracije ne znači da svi imaju ista i jednaka prava, a političko pravo da se bira i bude izabran i dalje je ograničeno. Sada više nije presudna titula, nego imetak.
Biračko izborno pravo (danas aktivno) tada je bilo definirano i aktivno (birati i biti biran – na to je imalo pravo 3 milijuna ljudi), i pasivno (samo biraju – oko 4 milijuna ljudi). Ostali nisu imali dovoljan imetak. Francuska postaje ustavna monarhija. Kralj je imao pravo veta.
Lipanj 1791. Le Chapelierov zakonski projekt – predviđa se da se najamni radnici ne smiju udruživati u udruge, niti organizirati štrajkove.

## Odnos s Crkvom
U studenom 1789. su konfiscirana crkvena imanja, kako bi se financirale reforme i nove vlasti.
Kao odšteta su izdani asignati – vrijednosni papiri, koji su ubrzo izgubili na vrijednosti, te je zavladala inflacija.
Svećenstvo je došlo pod vlast države, a 1790. je u okviru zakona donijet ustavni zakon svećenstva. U njemu je definiran položaj svećenstva. Svećenstvo je bilo zaduženo za matične knjige i pokapanja mrtvih, za što su dobivali državnu plaću. Biskupi su trebali biti birani, a ne da ih izabire papa. Svećenici su trebali prisegnuti, inače bi ih država lišila moći propovijedanja. Zajedno s Crkvom, zavisili su o državnoj plaći. To je dovelo do raskida s papinstvom, problem je bio odnos s papom. Država nije mogla "odrediti" svećenike jer su bili podređeni – to je bio kamen spoticanja.

## Razvoj političkog života
Od jeseni 1789. se počinju organizirati političke organizacije (stranke i klubovi):
1. Jakobinci – društvo prijatelja ustava – sastajali su se u samostanu sv. Jakova. Na čelu im je bio Maximillien Robespierre. Jakobinci su počeli djelovati u Parizu, pa se dalje šire.
2. Kordeljeri – društvo prijatelja prava čovjeka – insistiraju na pravima pojedinaca. Dobivaju ime prema franjevačkom samostanu, i dijelu odjeće.
3. Fejani – od naziva cistercita i samostana; dio jakobinaca koji se odvojio od matice 1791. godine.

Početak organiziranja političkog života i stranaka je omogućila aktivnost rada, što je omogućilo aktivizaciju velikoga broja gradskih stanovnika u političkom životu. Pojavljuju se brojne novine i brošure. Politički život buja na razini parlamenta – vrenje diskusija – javila se podjela na ljevicu i desnicu. Organizirali su se i protivnici revolucije. Veliki broj aristokrata i neki biskupi su napustili Francusku. Odlaze u Veliku Britaniju i Njemačku, gdje se organiziraju krugovi proturevolucionarne emigracije, koji se žele vojno organizirati protiv francuske revolucionarne vlasti.
I u Francuskoj su postojali pristaše kralja i monarhije – rojalisti.

## Prvi Ustav i rat
Sredinom 1791. dolazi do ubrzanja u definiranju državnopravnog uređenja (donošenje ustava).
Kraljev pokušaj bijega u inozemstvo (da dobije pomoć drugih vladara) rezultirao je time što je bio zatočen i izgubio autoritet. Oduzeto mu je sve i više nije imao nikakve ovlasti. To što je monarh tražio pomoć protiv vlastitih podanika kod stranaca mu je srušen autoritet.
Pristaše da Francuska krene u rat su bili žirondinci. Smatrali su da će Francuska poraziti neprijatelja. Protiv rata su bili jakobinci, koji su se bojali poraza, te su smatrali da Francuska ne treba trošiti snagu vani, već raditi na rješavanju unutrašnjih problema i reformi.
Od 1788. do 1791-92. u Europi se vodio rat Austrije protiv Turske i Rusije protiv Turske; zato se nije žurilo s objavom rata Francuskoj.
U travnju 1792. je Francuska započela rat s Austrijom. Rat s ostalim državama je trajao 20 godina. Završio je 1814. Bečkim kongresom. Na stranu Austrije došla je i Pruska. To je bio drugačiji rat. Do tada su se uglavnom vodili vjerski ratovi, a ovo je bio ideološki rat.
U jesen 1792. je skupština donijela zakon: Francuski se narod obvezuje na pomoć onima koji se žele osloboditi monarha.
Francuska je započela križarski rat u ime "oslobođenja naroda. "Rusija i Pruska su to smatrali križarskim ratom "poretka". Došlo se do pitanja: Hoćemo li biti lojalani prema revolucionarnim vlastima ili vladaru? Pojam Francuske se povezivao s revolucijom.
Patriot je bio građanin Francuske koji je priznavao revolucionarnu vlast. Samo manji dio bio je lojalan kralju i emigraciji. Došlo je do podjele na pristaše i protivnike revolucije – revolucionarni zanos jačao je u ratu.
Na početku rata javila se još jedna politička grupacija: sankiloti. U nju su se ubrajali siromašni i niži slojevi Pariza. Pariz je počeo sumnjičiti kralja da je u dogovoru s Austrijom i da se želi osvetiti. Sankiloti su bili sitni obrtnici i trgovci, radnički sloj.
Natjeralo se kralja da se izjednači s nižim slojevima i da nazdravi revoluciji – mase su prodrle u kraljevu rezidenciju. Zakonska skupština izdala je proglas: Domovina je u opasnosti – poziva se na borbu u ratu. Izdao se i jedan drugi proglas, zapovijed austrijsko – pruske vojske. U slučaju nasilja protiv kralja i obitelji, austrijsko – pruska vojska će potpuno uništiti Pariz i pobiti sve stanovništvo. Situacija je bila krajnje napeta.
U ljeto 1792. sankiloti su proglasili novu vlast u Parizu. Nastala je nova pariška komuna. U kolovozu su sankiloti pobili stražare i zarobili kralja. Uslijedila su uhićenja svećenstva, koje nije zaprisegnulo. Raspisani su opći izbori za novo nacionalno tijelo – Nacionalni konvent. Izabrani su pristaše republike, a u parlament je došao veliki broj jakobinaca s novim nazivom; društvo prijatelja slobode i ravnopravnosti. Izabrana je privremena nova Dantonova vlada. Početkom rujna došlo je do pokolja uhićenih – 1500 ljudi je bilo ubijeno.
U jesen, 22. rujna 1792. Francuska je proglašena republikom (kralj je izjednačen s čudovištem).
Istog dana započelo je i novo računanje vremena, prva godina nove ere.
Monarhija je bila ukinuta, nasilje je djelomično splasnulo, zaustavljena su austrijska i pruska vojska na granicama.

## Bitka kod Valmisa
U bitci kod Valmisa pobijedila je francuska vojska, počelo se prelaziti granice i oslobađati Belgiju, Savoju i Porajnje. Područja koja su "prirodno" pripadali Francuskoj su se uključivala u Francusku, a ostale države su se organizirale kao "sestrinske republike".
U jesen 1792. u Konventu se formiraju tri grupacije:
1. grupacija Dolina - U njoj su najveću ulogu igrali žirondinci, oni su bili "za smirenje".
2. grupacija Planina - Bivši jakobinci, koji su bili za radikalno rješenje.
3. grupacija Ravnica - Najbrojnija, grubo nazvana "močvara".

Političku snagu izvan Konventa činili su sankiloti, upravo oni koji su željeli zaoštriti stanje i ukinuti utjecaj Crkve.
Došlo je do sukoba između žirondinaca i jakobinaca oko pitanja federalizma i centralizacije. Žirondinci su bili protiv centralizacije jer su pristaše liberalne ekonomije manje skloni teroru. Jakobinci su željeli centralizaciju tržišta, ograničenje trgovačkih i gospodarskih sloboda, i bili su za teror, borbu za vlast, ne samo za ideologiju, važne su bile i pojedinačne ambicije, a ne samo programske razlike, nego i pitanje međusobnih odnosa među političarima.
Prevagu su donijeli jakobinci, koji su se oslanjali na sankilote.
Proljeće 1793. donijelo je prijetnju revolucionarnim vlastima na fronti. Koalicijska vojska je počela s uspjesima i Francuska je izgubila Belgiju.
Unutar Francuske došlo je do niza seljačkih ustanaka pod utjecajem svećenika i plemstva protiv revolucionarnih vlasti. Povod je bila mobilizacija seljaka u vojsku, a u temeljima bunta je otpor protiv smanjivanju prava katoličke crkve i slobode religije. Jakobinci su bili udaljeni iz nekih provincijskih središta; Marseillea, Lyona, gdje su isto bile pobune.
Kroz Pariz je prošao "val". Tražilo se da država intervenira, odredi cijene jer su porasle cijene živežnih namirnica.
Razočaravanje masa i prijetnja stranih sila da provale u Francusku uzrokovali su strah da će mnogi u Francuskoj stati na stranu koalicije.
U tom su vrućem stanju žirondinci optuživani kao krivci, da su potencijalni izdajice revolucionarne vlasti.
Godine 1793. masa je tražila uhićenje žirondinaca, vlast su preuzeli predstavnici planine u lipnju 1793.
U srpnju 1794. Robespierre je bio na čelu Komiteta javnoga spasa, koji je nastao u travnju 1793. 
Robespierre, Luis de Sanint i Georges Couthon činili su trijumvirat jakobinaca.
Revolucionarni sud činili su svi iz Komiteta javnoga spasa i sigurnosti.
U departmanima nije bilo izbornosti, svi su imenovani od središnje vlasti. Formalno najveću vlast imao je konvent, u kojem su prevladavali jakobinci.  Važna je bila i pariška masa koju su činili sankiloti. Glavni zadatci jakobinaca bili su:
1. zaustaviti vanjsku opasnost
2. riješiti unutrašnje nesigurnosti (političke i pravne)
3. srediti stanje u francuskom gospodarstvu.

Francuska je tada bila agrarna zemlja, te je trebalo je regulirati položaj seljaštva. Jakobinci su određivali tko je rodoljub. Neprijatelj domovine je gubio pravo na vlasništvo. Jakobinci su pokušali preobraziti pravni sustav Francuske i mijenjati ljudsku svijest što je teško išlo. Konvent je bilo tijelo koje je obavljalo golem posao i donosio niz zakonskih projekata.
Novi ustav bio je usvojen u rujnu 1793. Po tom ustavu Francuska je bila republika. Osigurano je opće pravo glasa, građanske slobode, pravo na školovanje, zdravstveno osiguranje za sve. Predviđena je bila i socijalna skrb.
No taj ustav nije stupio na snagu zbog rata. U rujnu je došlo do maksimalizacije cijena prehrambenih proizvoda. U Parizu su uvedeni bonovi za kruh. Uvedena je odredba da će se špekulacije kruhom i brašnom kažnjavati smrću.
Donesen je dekret o obavezi općeg besplatnog školovanja, no provođenje toga dekreta je bilo sporo, jer su djeca prvo pripadala republici, a potom svojim roditeljima.
Jakobinske vlasti stvaraju temelje pravnih institucija revolucije na 3 polja:
1. Organizacija sustava revolucije terora
2. Izgradnja revolucije svijesti
3. Izgradnja vojne snage i obrane od neprijatelja.

## Organizacija sustava revolucionarnog terora
U rujnu je donesen 
Zakon o sumnjivima, koji predviđa da čovjek nema pravo na branitelja, nema pravo na pravnu zaštitu. Svatko može biti sumnjiv, te mora dokazati da je ispunjavao građanske dužnosti i općenoto svoju nevinost. Sud, pak, nije trebao dokazati krivicu da bi osumnjičenika proglasio krivim. Rodbinske veze s krivima, mogli su čovjeka učiniti sumnjivim. U tome se isticao Saint-Just: "Ne treba samo kazniti krivce, nego i one pasivne prema republici; kome je svejedno – taj je kriv."
Godine 1794. uspostavljena je praksa da se optuženima može uskratiti branitelja, a sudci da izriču presude prema tome kako se optuženik odnosi prema Republici, domovini i revoluciji. Ako je kriv slijedi smrtna kazna, a ako je nevin – to daje arbitrarno pravo sucima da ga oslobode. 100 000 ljudi je prošlo kroz zatvor a 30 – 40 000 ljudi je giljotinirano. Mnogo ih je utopljeno u rijekama i moru, primjerice u Utapanjima u Nantesu. Robespierre je tvrdio da je to cijena koja se mora platiti. Teror je bio jedan od simbola francuske revolucije.  
Pokretanje "revolucije svijesti"
Izgradnjom revolucije svijesti, proglašena je i nova revolucionarna era. Uveo se novi kalendar, podjela na dekade (razdoblja od 10 dana), te se odbacuju rimski nazivi mjeseci. Uvedeni su novi praznici revolucije umjesto katoličkih praznika.
Došlo je i do pitanja religije jer je među jakobincima bilo dosta ateista; međutim je odlučeno da se uvede službeni (i nekršćanski) Kult Razuma i Višnjeg bića. To je bila Robespierreova inicijativa.
Izgradnja vojne snage i obrane od neprijatelja
Komitet javnoga spasa uveo je opću mobilizaciju. Stvorena je nova vojska, jer je stara velikim dijelom izbjegla u inozemstvo, a dijelom se pridružila Šuanima, koji su se oružano borili protiv Republike. Godine 1793. – 94. počinje Napoleonova karijera, u isto vrijeme kada počinje Pobuna u Vendeji, koju vojska Republike guši u krvi - neki izvori govore o čak 250 000 pobijenih. 
Francuska vojska je postala armijom građana, svjesnih da idu u borbu za ciljeve i vrijednosti Republike. Predstavnik komiteta treba osigurati ofenzivnost vojske, i bdjeti nad časnicima. To je doprinijelo boljoj spremnosti vojske na borbu.
Jakobinci su reorganizirali pozadinu bojišta. Uveli su vojno gospodarstvo, stvorene su velike manufakture koje su radile za potrebe vojske. Uvedeno je reguliranje cijena i plaća.
Godine 1794. vojska zaustavlja prodor koalicija. Slomljeni su unutrašnji nemiri. Jakobinci nisu uklonili organizacijske i financijske teškoće Francuske. Nisu uspjeli u gospodarstvu, teror im se počeo vraćati i međusobne optužbe.

## Gušenje terora i kraj revolucije
Uvođenje nove vjere također se pokazalo bumerangom, isto kao i politika protiv Katoličke crkve. Proljeće 1794. donijelo je probleme jakobincima. Komitet javnoga spasa i trijumvirat kao vrhovne vlasti bio je ugrožen s dvije strane:
1. Oni koji govore da je vlast prepopustljiva te da nije čvrsta
2. Oni koji govore da imaju diktatorske nakane, te provode previše terora

Jakobinski vrh se branio ograničavajući slobodu radi obrane "slobode", cenzura tiska, obračuni…
U ožujku 1794. grupa sankilota tražilo je oštriju borbu protiv Crkve. Tražili su pravednu podjelu privatnog vlasništva, ali su bili uhićeni i pobijeni. Georges Danton je tražio ograničenje terora, te je pogubljen s pristašama.
U proljeće 1794. došlo je do vojnih uspjeha, te su snage Republike zauzele čitavu Belgiju.
Na prijelazu iz lipnja u srpanj dolazi do sve većeg rascjepa među jakobincima u Komitetu. Članovi Konventa prešli su na stranu protivnika Robespierrea. Stvorila se frakcija protiv Robespierrea, a Konvent je optužio članove trijumvirata i naredio da se uhite. Robespierre i pristaše su pogubljeni a diktatura završena. Glavni rušitelj jakobinske vlasti bio je Paul Francois de Barras, koji je bio jedan od komesara komiteta. U proljeće 1795. pariške mase su bile gladne te su digle ustanak, snage Republike kojima je zapovijedao mladi general Napoleon Bonaparte su i njega ugušile.
U jesen 1795. dolazi do istupanja rojalista "smrt onima koji su za povratak monarhije, ali i jakobinaca".
U rujnu 1795. donijet je novi ustav. Vraćen je imovinski cenzus, zakonodavnu vlast provodio je Savjet ili Vijeće 500. Izvršnu vlast provodi pet ljudi, koji se nazivaju Direktorijem. Njihova vlast trajala je četiri godine. 
Godine 1795. raspala se tzv. Prva koalicija – povlači se Pruska, zbog podjele Poljske.
U proljeće 1795. dolazi do ugovora u Baselu: Pruska je priznala Rajnu kao granicu s Francuskom. Postignut je i mir sa Španjolskom. Rusija je istupila iz Koalicije, u kojoj su ostale samo Velika Britanija i Austrija.
1796. je Napoleon imao uspjeha sa Zapadnom vojskom protiv Austrije (na Apeninima i u zapadnoj Njemačkoj). U travnju Godine 1796. održan je govor vojnicima: učinit će ih gospodarima plodnih ravnica na zemlji. 
Stvorene su dvije republike u sjevernoj Italiji: Lombardska i Cispadanska.
U jesen 1797. sklopljen je Mir u Campo Formiju. Potpisao ga je raniji gušitelj pobune pariškog puka 1795. god. Napoleon, stavivši vlasti Republike pred svršen čin. Cispadanska i Lombardska republika su ujedinjene u Prvu republiku. Austrija je priznala to pripajanje, i pripajanje Belgije Francuskoj. Ona je izgubila teritorij sjeverne Italije, a dobila je zauzvrat teritorij bivše Mletačke Republike.
Velika Britanija bila je i dalje u ratu s Francuskom. Napoleon se vratio u Pariz, gdje predlaže da se Engleska napadne zaobilazno preko Egipta, koji je tada bio u Turskom carstvu.
Direktorij je pristao, jer je to ujedno i bilo rješenje kako da se riješe popularnog generala. Željela se otežati komunikacija Indije i Velike Britanije, te tako dovesti do mira. Napoleon je inače bio sklon da krene na istok, isto kao i Aleksandar Makedonski. 
U proljeće 1798. je Napoleon poveo i znanstvenike zajedno sa sobom na pohod. No, dolazi do neuspjeha. Godine 1799. Francuska je imala problema na frontovima, austrijska vojska je prodrla na talijanske posjede Francuske, a u tome su joj pomogli Rusi.
U listopadu 1799. Napoleon se vratio u Pariz, stavivši se na čelo urotnika koji će ubrzo izvesti državni udar.
Vladavina direktorija je bila slaba, i bila je osuđena na propast, kao i druge slabe revolucionarne vlade. Težnja čvrstoj vlasti i kraju revolucionarnih promjena Direktorij nije mogao omogućiti jer je bio napadan kako od strane rojalista, koji su očekivali od nove vlasti da će organizirati monarhiju kakva je i prije bila, tako i od jakobinsko – sankilotskih krugova, koji su smatrali da će doći mogućnost povratka jakobinske vlasti i datim im ponovnu mogućnost da pokušaju ostvariti utopijsko revolucionarno društvo.
Godine 1796. jakobinske tajne organizacije idu i dalje od jakobinskih reformi, te traže komunistički oblik režima u kojem bi svi imali isti imetak,  režim ravnopravnih vlasnika malih imetaka, na čelu im je bio Grakhus Braben.
To je bilo otkriveno i vođe su bile uhićene. Njihova ideja o promjeni u sferi ekonomskih procesa će se vratiti 20 godina kasnije, u obliku socijalutopizma. Termidorci su krvavo gušili i jednu i drugu stranu ako su im se javno suprotstavljale. Bili su ljudi revolucije, koji nisu željeli monarhiju. Državni je prevrat nastupio 9. studenog 1799., u "mjesecu magle". Neki članovi Direktorija su sudjelovali u njemu. 10. studenog 1799. Napoleon je otišao u pariško predgrađe, gdje su parlamentarci zasjedali i tamo ih je prisilio da potvrde prevrat i predaju mu vlast. Joachim Murat – Napoleonov suradnik i kasniji maršal, rastjerao je Vijeće 500. Ostatak Vijeća koji nije pobjegao (tj., pristalice urotnika) predao je vlast u ruke trojici konzula: Napoleonu Bonaparti,Josephu Sieyèsu i Rogeru Ducosu.
Nakon toga je donesen 4. ustav Francuske; istovremeno dok se vodio rat protiv vanjskih neprijatelja. Iz tih sukoba Napoleon je izašao kao pobjednik koji će preuzeti apsolutnu vlast i uskoro pokoriti čitavu Europu.

## Vanjske poveznice
- Open University course on French Revolution  Arhivirana inačica izvorne stranice od 5. prosinca 2012. (Wayback Machine)
- Primary source documents on French Revolution  Arhivirana inačica izvorne stranice od 10. travnja 2008. (Wayback Machine)
- Liberty, Equality, Fraternity: Exploring the French Revolution Američki socijalni povijesni projekt
- The Origins of the French Revolution
- The French Revolution and the Birth of Modernity, Ferenc Fehér, UNIVERSITY OF CALIFORNIA PRESS, 1990.